# توبي فلوود
توبي فلوود (بالإنجليزية: Toby Flood)‏ هو لاعب اتحاد الرغبي بريطاني، ولد في 8 أغسطس 1985 في فريملي في المملكة المتحدة.

## وصلات خارجية
- توبي فلوود على موقع دوري الرغبي الممتاز (الإنجليزية)
- توبي فلوود عل موقع إسبنسكروم (الإنجليزية)
- توبي فلوود على موقع ItsRugby.co.uk (الإنجليزية)